# Kino Lorber
Kino Lorber es una distribuidora de películas y vídeos con sede en Nueva York. Fundada por Bill Pence en 1977 como Kino Internacional, Donald Krim compró Kino meses después de su fundación y sirvió como presidente de la compañía hasta su muerte en 2011. Kino se especializa en cine arte, como también películas actuales de bajo presupuesto, películas clásicas de periodos tempranos en la historia de cine, y cine mundial. Similar en muchos aspectos a The Criterion Collection, los lanzamientos de vídeo doméstico por Kino son regularmente versiones restauradas con material suplementario sustancial. En 2009, Kino International se fusionó con Lorber HT Digital para formar Kino Lorber.

## Historia
El brazo teatral de Kino maneja la distribución teatral de gran parte de la Colección Janus, y se enfoca en películas de autor y extranjeras recientes. Su brazo no teatral se centra más en el cine clásico, proporcionando clásicos del cine mudo que de otro modo serían difíciles de encontrar. Es la mayor distribuidora de películas mudas, incluidas muchas de los primeros días del cine (antes de 1914). Estas incluyen importantes películas de referencia de Thomas Edison, Georges Méliès, los hermanos Lumière y D.W. Griffith. Muchos de ellos fueron restaurados por Film Preservation Associates de David Shepard.
En 2009, Kino International se fusionó con Lorber HT Digital para formar Kino Lorber. Kino International sigue siendo el sello de esa compañía para títulos de cine mundial, así como películas independientes estadounidenses, documentales, clásicos internacionales y cine mudo. Los otros sellos de Kino Lorber son Lorber Films, Alive Mind y Knitting Factory Entertainment. Kino también ha producido lanzamientos para video doméstico de todas las caricaturas de la serie de la  Pantera Rosa así como sus spinoffs, como El Inspector y La hormiga y el oso hormiguero.
En 2017, Kino Lorber anunció una asociación de distribución con la banda preescolar australiana The Wiggles para DVD en los Estados Unidos y Canadá.

## Películas lanzadas por Kino International
- Cabiria (1914)
- The Birth of a Nation (1915)
- The Cheat (1915)
- Intolerance (1916)
- The Penalty (1920, incluye las escenas sobrevivientes de The Miracle Man)
- El gabinete del doctor Caligari (1920)
- Schloss Vogelöd (1921)
- Nosferatu (1922)
- Manslaughter (1922)
- Three Ages (1923)
- Our Hospitality (1923)
- Die Finanzen des Großherzogs (1924)
- El ladrón de Bagdad (1924)
- The Hands of Orlac (1924)
- Der Letzte Mann (1924)
- Sherlock Jr. (1924)
- El Navegante (1924)
- Seven Chances (1925)
- Fausto (1926)
- El maquinista de La General (1926)
- Metrópolis (1927)
- Steamboat Bill Jr. (1928)
- The Cameraman (1928)
- Diary of a Lost Girl (1929)
- Spite Marriage (1929)
- Abraham Lincoln (1930)
- La ópera de los tres centavos (1931)
- M (1931)
- The Struggle (1931)
- Reefer Madness (1936)
- Münchhausen (1943)
- Titanic (1943)
- The Dark Past (1948)
- The Reckless Moment (1949)
- M (1951)
- Les Bonnes Femmes (1960)
- One, Two Three (1961)
- Andrei Rublev (1966)
- Putney Swope (1969)
- Brother John (1971)
- Dad's Army (1971)
- Charley Varrick (1973)
- Step Away (1974)
- David (1979)
- S.O.S. Titanic (1979)
- Fast Charlie... the Moonbeam Rider (1979)
- Scene of the Crime (1986)
- Modern Girls (1986)
- Roxanne (1987)
- Die Macht der Bilder: Leni Riefenstahl (1993)
- Lon Chaney: Behind the Mask (1995)
- Saint Clara (1996)
- Happy Together (1997)
- Funny Games (1997)
- Fallen Angels (1995, relanzamiento de 2010)
- Kippur (2000)
- Swept Away (2002)
- Slippin': Ten Years with the Bloods (2005)
- El amante de Lady Chatterley (2006)
- Crossing the Line (2006)
- Bis später, Max! (2007)
- Ballast (2008)
- Harvard Beats Yale 29–29 (2008)
- Ajami (2009)
- Kynódontas (2009)
- Loren Cass (2009)
- Winnebago Man (2010)
- The Wiggles, la serie (2013-2018)
- Farewell Herr Schwarz (2014)
- Stretch (2014)
- Babylon (película de 1980, lanzada en los Estados Unidos en 2019)
- Capital in the Twenty-First Century (2020)
- Preparativos para estar juntos un periodo de tiempo desconocido (2020)
- Test Pattern (2021)